# Méthodes d'intervention en autisme
Pour un article plus général, voir Autisme.
Les méthodes d'intervention en autisme sont des stratégies ou méthodes visant à aider les personnes autistes à compenser leur situation de handicap. Comme le précise l'OMS, il n'existe pas de traitement curatif de l'autisme.
Issues de diverses théorisations, ces approches sont principalement éducatives et psychothérapeutiques. Elles peuvent suivre d'autres aspects. Il existe enfin une dimension médicameuteuse, voire alimentaire.

## Histoire et société
En France, les prises en charge subventionnées par l'État ont lieu en établissement d'accueil, dans les services médico-sociaux, et au sein de l'Éducation nationale. Elles associent éducation et prise en charge spécifique à l'autisme. La prise en charge pédagogique est assurée par l'Éducation nationale, les actions spécifiques à l'autisme sont assurées dans l'institution médicale par des praticiens : professionnels médicaux ou para-médicaux. Dans le secteur social, les personnes autistes sont accompagnées par des éducateurs spécialisés, moniteurs-éducateurs, aides médico-psychologiques et psychologues.
Des débats subsistent en France entre partisans d'une prise en charge d'orientation psychanalytique et partisans d'une approche éducative ou comportementale.

### Évolution dans le monde

#### Évolution en Europe
L'association Autisme France dépose en 2002 une plainte contre l'État français au Conseil de l'Europe, pour défaut de soin, mauvais dépistage et maltraitance des enfants autistes. En 2004, l'État français est condamné par le Conseil de l'Europe pour non-respect de ses obligations d'accès à l'éducation à l'égard des enfants autistes. Ceci oblige l'État français à mettre en place partout en France des centres de dépistage de l'autisme. À la suite de cette action est mis en place dans chaque région un Centre Ressources Autisme (CRA).
Le rapport émis en 2007 par le Comité consultatif national d'éthique dénonce la situation dramatique de la France en matière de prise en charge des personnes autistes.
La Haute Autorité de santé met à disposition en mai 2010 un guide de bonnes pratiques pour les professionnels de l'autisme. Sa rédaction a été confiée à un comité dont les travaux sont conduits par Charles Aussiloux, qui dirige la Fédération Française de Psychiatrie, et Catherine Barthélémy, qui travaille depuis de nombreuses années sur l'autisme à l'unité INSERM jumelée au CHRU de Tours.
La secrétaire d'État à la solidarité Valérie Létard remet le 12 janvier 2012 au gouvernement un rapport évaluant l'impact du plan autisme 2008-2010.

#### Évolution dans les autres pays d'Europe
Plusieurs pays européens ont publié des guides de bonnes pratiques comme l'Espagne ou l’Écosse :
- Guide de bonnes pratiques dans le traitement des Troubles du Spectre Autistique, Fuentes-Biggi J et al. (Ministère de la santé et de la consommation, Espagne, 2006)[8] ;
- Scottish Intercollegiate Guidelines Network (SIGN), Écosse[9].

#### Évolution aux États-Unis
Un certain nombre de méthodes de prise en charge ont été créées aux États-Unis. Le programme TEACCH est le programme d'État de la Caroline du Nord. L'État de New York a publié un guide de bonnes pratiques : Clinical Practice Guideline, Report of the Recommendations, Department of Health, État de New York.

## Approches comportementales

### Interventions centrées sur les moyens de communication

#### Outil de communication PECS

Exemple d'images utilisées dans le programme PECS.

PECS est un sigle anglais pour Picture Exchange Communication System (« outil de communication par échange d'images ») qui désigne une méthode pédagogique et éducative destinée aux enfants sujets à des troubles de la communication qui entravent l'acquisition du langage verbal. L'outil PECS propose des techniques alternatives et augmentatives de la communication, tous les aspects de la communication étant impactés dans l'autisme. Le but principal est que la personne puisse exprimer spontanément ses besoins et désirs. Selon le niveau de handicap, les trois principales approches concernent :
1. L'amélioration du langage verbal ;
2. L'utilisation d'images pour communiquer (la personne donne une image représentant ce qu'elle veut) ;
3. L'enseignement de la langue des signes.

### Interventions comportementales et cognitives
Selon ses partisans, l'approche et l'intervention comportementale est efficace pour faire acquérir aux personnes autistes des apprentissages qu'elles n'auraient pas acquis de manière naturelle et traiter les troubles du comportement présents dans l'autisme. Cette approche vise à remplacer un comportement inadéquat par un autre plus adéquat. On intervient sur le comportement lui-même et/ou sur les causes du comportement. Les personnes autistes ayant bénéficié d’une éducation structurée sont plus autonomes, moins médicamentées et plus intégrées dans la société que celles qui n'y ont pas eu accès[source insuffisante]. Une dizaine d'études portant sur ces approches appliquées aux patients Asperger, et notamment sur les scénarios sociaux, concluent qu'elles « sont bénéfiques et significativement efficaces » pour réduire les comportements inappropriés, et que « la TCC permet de réduire les symptômes d'anxiété de manière significative chez les enfants Asperger ». Une étude menée en 2009 conclut que 79 % des patients suivant une TCC ont ressenti une diminution de leur anxiété,.

#### Approche ABA
L'ABA (Applied Behavioral Analysis, ou analyse appliquée du comportement) est une approche éducative inspirée du béhaviorisme créée par Ole Ivar Lovaas aux États-Unis dans les années 1960. Elle consiste en une analyse du comportement, associée à une intervention intensive sur la personne en vue d'obtenir la meilleure intégration possible dans la société, par l'augmentation de comportements jugés adaptés, et la diminution de comportements jugés inadaptés (voir conditionnement opérant).
L'ABA se fonde sur des lois du comportement humain mises en évidence par l'étude des comportements : un comportement humain est conditionné principalement par les conséquences qui surviennent juste après que celui-ci s'est manifesté. Ce sont les conséquences de ce comportement qui encourageront ou décourageront la personne à le reproduire ultérieurement dans des conditions similaires. L'analyse des conséquences d'un comportement permet de comprendre quel était le but de ce comportement, les intervenants peuvent alors encourager ou décourager à le reproduire en mettant l'accent sur ses conséquences.
Les résultats obtenus initialement par Lovaas, et confirmés dans un premier temps par d'autres études montrent que 50 % des enfants (qui avaient moins de trois ans au départ) ayant suivi le programme durant deux à trois ans, ont pu ensuite poursuivre leur cursus scolaire sans aide, sans être distingués dans leur fonctionnement des enfants non-autistes. Les études suivantes ont confirmé une certaine efficacité de l'ABA.
Pourtant l’enthousiasme initial a dû être modéré: « si l’on examine les études de Lovaas, affirment en 2008 d’autres praticiens de l’ABA, il est clair que beaucoup d’enfants n’ont pas guéri. Les enfants qui ont participé au YAP (Young Autism Project) bénéficièrent d’une intervention dans des circonstances optimales, et pourtant la majorité d’entre eux n’ont pas atteint les « meilleurs » résultats tels que définis par Lovaas. Même s’ils ont commencé le traitement avant l’âge de 4 ans, reçu un traitement intensif aussi longtemps que nécessaire, réalisé dans tous les environnements par un personnel bien formé, moins de la moitié des enfants furent capables ensuite de terminer seuls une scolarité classique », de sorte qu’ils prônent des « attentes mesurées ». Les études postérieures à celle initiale de Lovaas furent nombreuses à mettre en doute la validité de son résultat sur l’insertion scolaire. Une recherche fouillée, publiée en 2004, aux Etats-Unis, par V. Shea, conclut : « Il est temps pour les partisans de la méthode et les professionnels d’arrêter de citer le chiffre de 47%, ainsi que les concepts tels que « développement normal », enfants « impossibles à distinguer des enfants de leur âge au développement normal, et le fait d’avoir été « guéris » de l’autisme. Les résultats rapportés de la recherche initiale ne sont pas en accord avec de telles interprétations : de plus, d’autres études, effectuées au cours des trois décennies qui se sont écoulées depuis le début de cette recherche, mettent systématiquement en évidence des taux de réussite (selon les critères de l’étude d’origine) qui sont significativement inférieurs à 47% ». Une recherche plus récente, effectuée par V. Cruveiller, en 2012, confirme que « les réserves émises par V. Shea (2004) demeurent valides. Les données actuellement disponibles restent insuffisantes pour confirmer scientifiquement l’indication d’une prise en charge comportementale intensive chez les enfants avec autisme ».
Pour qu'un programme ABA soit efficace, ses précurseurs ont estimé que deux conditions doivent être remplies[réf. souhaitée] :
- le programme doit être mené par une équipe éducative formée et coordonnées, en intégrant les parents, dans le cadre d'un programme individualisé ;
- il doit être pratiqué de manière intensive, à raison de trente à quarante heures par semaine. Cette deuxième condition n'est cependant pas vraiment respectée, en raison du coût de la prise en charge mais aussi par une évolution de la méthode par le biais des praticiens.

Ce programme est contraignant : son application a un coût que les familles ne peuvent pas supporter seules. En France, l'ABA n'est pas reconnue par la Sécurité sociale.
Aux Pays-Bas, la thérapie ABA peut être couverte par un budget offert par l'état. Le thérapeute est alors recruté par les parents et payé par ce budget, le Persoonsgebonden budget (PGB), un budget personnel de soins et thérapies (nl).
Au Canada (Ontario), cette approche est prise en charge par l'État. Au Québec, l'ABA (appelée ICI, pour Intervention comportementale intensive) est prise en charge par la collectivité de 3 à 6 ans.
La raison en est qu'en France les soins sont pris en charge pour tous, alors qu'aux États-Unis, c'est l'éducation qui bénéficie d'un droit pour tous, et d'un budget en conséquence.[réf. nécessaire]
La méthode ABA est contestée par Michelle Dawson, chercheuse autiste en neurosciences, qui la qualifie de « traitement sans éthique » (unethical treatment). Selon Spreckley et Boyd, l'efficacité des méthodes comportementales serait incertaine sur des critères de progrès cognitif ou du langage et sur le comportement,.
Les problèmes éthiques soulevés par la méthode ABA se rapportent principalement à la violence inhérente à l’utilisation de techniques aversives. Ainsi faut-il attendre 2022, pour que l’ABAI (Association for Behavior Analysis International), sous la pression de Mouvements de défense pour les droits des autistes, adopte une recommandation qui s’oppose à l’utilisation des chocs électriques en toutes circonstances dans le cadre de la pratique de l’ABA. Elle n’est adoptée que par 65 % des votants. L’ABAI explicite sa nouvelle position en notant que « le CESS (Contingent Electric Skin Shock) peut supprimer un comportement ; cependant, en tant que traitement, il n'aborde pas la fonction d'un comportement et ne favorise pas l'acquisition de répertoires comportementaux prosociaux ou adaptatifs ». Remarque qui vaut aussi pour l’utilisation de techniques aversives non comdamnées par l’ABAI. La position officielle note par ailleurs : « D'autres aspects préoccupants de la mise en œuvre du CESS incluent le fait que son intensité doit être augmentée pour qu'il soit efficace, qu'une technologie n'a pas encore été établie pour l'arrêt efficace du traitement, que l'intervention peut produire des effets secondaires émotionnels indésirables qui mettent en danger les clients. Le bien-être et les imprévus peuvent favoriser une mauvaise utilisation par le personnel. De plus, avec un délai entre l’apparition d’un comportement et la délivrance du choc, il est probable que les comportements prosociaux ou adaptatifs puissent être punis ».

##### Comportement verbal
Depuis 2005 en France, il s'est développé une nouvelle branche de l'ABA : cette approche, appelée comportement verbal — Verbal Behavior — s'attache aux différentes fonctions du langage et non pas à son aspect structurel. Cette approche se fonde sur les travaux et l'ouvrage de Skinner de 1957, Verbal behaviour. Le Verbal Behavior considère que dire un mot est un comportement comme un autre et est donc analysé en fonction de sa finalité (obtenir quelque chose, attirer l'attention, etc.), en vue de créer un programme visant à augmenter la communication de l'enfant.
Comme l'ABA, cette méthode met l'accent sur la motivation de l'enfant, considérant que c'est la motivation qui est le moteur des apprentissages. Les programmes sont étudiés de façon à susciter au maximum la motivation de l'enfant, et la garder toujours haute.

##### Pivotal Response Treatement (PRT) ou Traitement à réponse charnière (TRC)
Le Traitement de la Réponse Charnière est un modèle d'intervention naturaliste dérivé des principes de l'analyse comportementale appliquée (ACA/ABA). Plutôt que de cibler les comportements individuels un à la fois, la TRC cible les zones charnières du développement de l'enfant telles que la motivation, la réceptivité à des indices multiples, l'auto-gestion et les initiations sociales[Quoi ?]. En ciblant ces domaines critiques, la TRC entraîne une généralisation dans d'autres domaines sociaux, de communication et de comportement qui ne sont pas spécifiquement ciblés[pas clair].
Les stratégies de motivation sous-jacentes à la TRC sont intégrées tout au long de l'intervention, aussi souvent que possible, et incluent le choix de l'enfant, la variation des tâches, des tâches de maintenance intercalaires, la récompense des tentatives, et l'utilisation de renforcements directs et naturels[précision nécessaire]. L'enfant joue un rôle crucial dans la détermination des activités et des objets qui seront utilisés dans l'échange TRC.

#### Programme TEACCH
L'enseignement structuré TEACCH vise au développement de l'autonomie dans les domaines suivants : l'autonomie dans le travail ou une activité, l'autonomie dans la vie quotidienne, l'autonomie dans les loisirs, l'aptitude à construire une vie sociale et la gestion du comportement. Cet apprentissage est dérivé du béhaviorisme et repose sur l'idée que l'autisme est l'expression d'un déficit neurologique. Les moyens pour le contourner sont la structuration et l'apprentissage de la communication. Les quatre aspects de l'approche TEACCH sont :
- l'espace ;
- le temps ;
- le système ;
- la tâche à accomplir.

Le but de l'outil TEACCH est d'adapter l'enseignement pour compenser les déficits spécifiques de chaque personne, de miser sur les points forts individuels, de réduire les stimulations inutiles et perturbantes, de mettre l'accent sur les informations pertinentes, de permettre à la personne de donner un sens à son environnement, de lui permettre de comprendre ce que l'on attend d'elle, de mieux gérer ses comportements et d'atteindre une plus grande autonomie. Ces éléments sont adaptés à la personne dans les objectifs et les moyens définis pour répondre aux besoins spécifiques de la personne autiste et de sa famille.
Le programme TEACCH a été l’objet de nombreuses études documentées en anglais et en français,,.

### Programme développemental de Denver
Le programme développemental de Denver (en anglais Early Start Denver Model, ESDM), a été développé initialement aux États-Unis dans les années 1980, par Sally J. Rogers et Geraldine Dawson. Ce programme met l’accent sur le jeu, les relations interpersonnelles, les procédures de développement du langage pragmatique, les techniques pour faciliter la pensée symbolique, la structure et la routine dans la classe. Le programme de jour consiste en environ 20 heures par semaine, 12 mois par année de présence et chaque classe a un ratio enfants-enseignant de 2 pour 1. Ce programme s'adresse aux enfants dès 12 mois.

#### Programme IDDEES
Le programme IDDEES (Intervention, Développement, Domicile, École, Entreprise, Supervision) a été créé en 2000 à Paris par le Docteur Gattegno. Le Programme IDDEES est un programme d'intervention développemental et comportemental pour personnes avec autisme et troubles du développement qui prend en compte :
- le développement de la personne ;
- le style cognitif particulier ;
- la capacité de régulation des activités et des comportements.

La prise en charge est basée sur les prises en charge éducatives, comportementales et cognitives. La technique de prise en charge se base notamment sur les notions de Régulation Modifiabilité Développement (RMD) :
- réguler les apprentissages cognitifs et sociaux ;
- modifier la structure cognitive et émotionnelle en vue d’une intégration sociale appropriée ;
- développer le potentiel cognitif en tenant compte du niveau de développement, des forces et des faiblesses du fonctionnement cognitif.

Le dispositif original du programme IDDEES comporte deux aspects :
- l'accompagnement individualisé hebdomadaire ou intensif des personnes autistes par des étudiants en psychologie et/ou des psychologues ;
- la supervision intensive des programmes individualisés, des intervenants et des familles par les psychologues du réseau ESPAS (Évaluation – Soutien – Programmes Individuels – Accompagnement – Supervision).

#### Thérapie d’échange et de développement
Élaborée par une équipe française du CHRU de Tours et de l'université François-Rabelais (Catherine Barthélémy, Gilbert Lelord, Laurence Hameury), la thérapie d'échange et de développement a pour objectif d'exercer les domaines déficients chez la personne autiste en vue d'une rééducation fonctionnelle. Conçue comme un jeu qui « mobilise les systèmes intégrateurs cérébraux », la thérapie est définie en accord avec la famille de l'enfant en privilégiant les secteurs fonctionnels où l'enfant connaît des difficultés.

### Limites des approches comportementales
Les approches comportementales ne font pas l'unanimité, une critique forte existe, en particulier sur l'entrave aux potentiels comportements adaptatifs propres.[réf. nécessaire]
Ainsi, Laurent Mottron qualifie cette méthode de « périmée » et posant des problèmes éthiques. Il déplore que l'on mette trop en avant les aspects négatifs de l'autisme (même des performances supérieures dans certaines tâches sont souvent associées à l'idée qu'elles n'existent que corrélées à un déficit pour d'autres capacités). Il déplore aussi que les programmes éducatifs pour les tout-petits autistes cherchent d'abord à réprimer des comportements autistiques pour réorienter l'enfant dans la mesure du possible vers une « trajectoire »  comportementale plus « normale ». Les autistes ont pourtant — « dans certaines circonstances » — une autre façon d'apprendre qui peut parfois être un « avantage ». Il recommande d'intervenir quand l'enfant à un comportement préjudiciable comme se cogner la tête contre un mur durant des heures, mais estime que certains comportements autistiques (atypiques pour le non-autiste) sont aussi adaptatifs.[réf. nécessaire]

## Méthodes développementales
Les méthodes développementales sont une alternative courante aux États-Unis des méthodes comportementales. Elles sont là bas considérées comme des méthodes éducatives. En France, hormis le programme développemental de Denver, classé au même niveau d'efficacité que l'ABA elles ne sont, à ce jour, pas recommandées par la Haute Autorité de santé.
Elles s'inspirent du courant de la psychologie comportementale, notamment des travaux menés par Jean Piaget. Elles sont fondées sur l'idée que, les causes premières de l'autisme sont biologiques, mais qu'elles interfèrent très tôt dans le développement des capacités de l'enfant à nouer une relation avec les parents. En aidant les parents et les enfants à nouer une relation (« engage »), on permet une restauration de la dynamique entravée du développement, et donc un accroissement des potentialités de l'enfant.

### Le programme Son Rise
Le programme Son-Rise a été fondée par Barry Neil Kaufman and Samahria Lyte Kaufman pour leur fils autiste Raun Kaufman (en). Il s'agit d'entrer en contact avec l'enfant à partir de ses stéréotypies et/ou de ses intérêts restreints, de le rejoindre dans son monde, d'établir un pont avec l'enfant, puis de le ramener dans le monde réel. La mise en œuvre a généralement recours, en raison du caractère intensif de l'intervention (environ 25 heures par semaine) à un groupe de bénévoles qui se relaient auprès de l'enfant. Afin d'éviter les risques de surcharge sensorielle, la méthode recommande l'utilisation d'une « playroom », pièce spécialement aménagée pour le jeu.

### La méthode Floortime
- Le DIR/Floortime (DIR : Developmental, Individual differences, Relationship-based model) a été créé par Stanley Greenspan[37], un pédopsychiatre et psychanalyste américain. En s'insérant dans les actions de l'enfant, et au début dans les actions répétitives, restreintes ou stéréotypées, on capte son intérêt, puis son attention, puis son regard. L'attention conjointe s'installe, le jeu devient interactif, le jeu du « faire comme si » (pretend play) survient. Cette méthode éducative, qui doit être intensive, peut être mise en œuvre par les parents (programme PlayProject[38]) et permet une augmentation des potentialités parentales. Notons que les promoteurs de PlayProject ont reçu une subvention de 1,85 million de dollar du National Institute for Mental Health (NIMH) pour mener une étude scientifique aléatoire sur les résultats de la méthode. En tout état de cause ces programmes doivent être intensifs (15 à 25 heures par semaine) et semblent montrer une grande efficacité, essentiellement sur les phénomènes d'auto-stimulation et les troubles du comportement.

### Méthode des 3i
La « méthode des 3i » (pour intensive, individuelle et interactive) a été créée en 2004 par une famille française parente d'un enfant autiste, par opposition au paradigme psychanalytique jugé « culpabilisant », et par refus de l'admission en hôpital de jour. La famille part se former au programme Son-Rise aux États-Unis, l'enfant étant présenté depuis comme « sorti de l'autisme ». L'expérience débouche sur la création en décembre 2005 de l’association Autisme Espoir vers l’École (AEVE), chargée de diffuser la méthode. La méthode des 3i diffère de Son-Rise par une prise en charge plus intensive (40 heures par semaine), par le recours accru à des bénévoles et par le choix de déscolariser les enfants jusqu'au moment où ils ont acquis un niveau de développement permettant une rescolarisation progressive. Cette méthode ne fait pas l'objet de recommandations par la Haute Autorité de santé (HAS) dans son rapport de 2012.

### Programmes facilitant le jeu et la communication
Communicating partners est une méthode développée en une trentaine d'années par James D. MacDonald, associant le jeu (à la manière d'autres méthodes développementales) et l'extension de la communication orale. Elle s'adresse aux parents, en leur donnant une méthode pour communiquer avec l'enfant autiste. La méthode s'adresse aussi à d'autres pathologies. Le but est de permettre à l'enfant d'utiliser lui-même la communication avec plus d'efficience. Des méthodes ludiques et communicantes sont proposées pour aider l'enfant à utiliser la communication verbale et préverbale.
Le programme RDI, développé par Steven Gutstein, s'appuie sur le jeu spontané et des séquences plus structurées et plus organisées sous la forme d'un « curriculum », visant à apprendre à l'enfant à s'insérer de mieux en mieux dans les systèmes de plus en plus dynamiques (c'est-à-dire changeant de manière imprévue et parfois aléatoire), ce qui s'oppose à un déficit central de l'autisme, la préférence pour les systèmes statiques, répétitifs et peu changeants. La méthode vise non pas à apporter des réponses « toutes faites » (« scénarios scriptés »), mais à développer une véritable maîtrise des systèmes dynamiques aléatoires.

## Autres approches psychothérapeutiques
Si les autres méthodes de prise en charge de l'autisme ont souvent été développés par des psychologues, celles-ci ne cherchent pas à soigner l'autisme, car elles acceptent la définition de l'autisme comme trouble neuro-développemental, mais à éduquer les personnes. C'est pourquoi la seule approche psychothérapeutique concernant l'autisme est la psychanalyse car elle n'accepte pas cette base. Des difficultés liés à l'autisme comme une éventuelle dépression ou des angoisses peuvent cependant être prise en charge par un psychothérapeute et soignées.

### Principe
La prise en charge d’approche psychanalytique auprès des personnes autistes est celle d’un ancrage sur le sentiment d’exister et la construction d’un intérêt pour la relation à l’autre[Quoi ?]. Car la plupart du temps, celles-ci n’ont ni le sentiment d’habiter leur corps ni même le sentiment d’exister en continu[non pertinent]. Ce qui est spécifique dans cette approche, c’est de s’intéresser au vécu interne de la personne, et à ce qu’elle exprime avec le langage verbal ou le langage non verbal –  ou à partir de ce qui se manifeste dans son corps et dans ses actes. Avec les personnes autistes, il s’agit pour le psychothérapeute d’inspiration psychanalytique de rencontrer quelqu’un qui est essentiellement intéressé par des recherches sensorielles. Par les commentaires de l’expérience sensorielle, le thérapeute partage avec la personne autiste ce qui la captive dans l’instant, et sans immédiatement lui proposer un comportement socialement adapté qu’elle ne pourrait pas intégrer à ce moment. Dans un second temps, il joue avec des petites variations à partir de cet intérêt parfois restreint et répétitif, afin qu’il devienne une expérience plus large, moins strictement et souvent nécessaire.[réf. nécessaire]
Le partage est une première base de rencontre. Il représente une possibilité de relancer le développement relationnel et aussi la conscience de soi-même. Le préalable à la socialisation est d’établir des rencontres authentiques à partir de ce qui intéresse la personne autiste afin qu’elle se sente concernée par elle-même dans son expérience corporelle et par la relation avec son entourage[source insuffisante].
En 2018, le psychanalyste lacanien Juan Pablo Lucchelli dresse un tableau comparatif selon lequel les préconisations de l’approche psychanalytique lacanienne contemporaine, qui prend appui sur les objets autistiques et les intérêts spécifiques, recoupent celles de Laurent Mottron. Pour sa part, Laurent Mottron refuse toute association à la psychanlyse dans la clinique de l'autisme, qu'il considère comme une croyance inutile et dommageable aux personnes autistes.

### Oppositions autour de ce type de prise en charge
L'orientation psychanalytique de l'approche de l'autisme en France suscite d'importantes critiques, mais, comme le signale Didier Houzel (2018), « l'application de la psychanalyse au traitement des autistes persiste malgré toutes les attaques dont elle fait l'objet ». L'approche lacanienne, qui s'appuie sur un système de pensée plutôt que sur une observation rigoureuse, « a indéniablement été l'une des sources de la rébellion des parents », via des associations fortement opposées telles qu'Autisme France (créée en 1989 pour défendre un « droit à une prise en charge éducative et non psychanalytique »), Vaincre l'autisme, et la Fondation autisme.
Un rapport datant du 13 janvier 2012, dans le Journal International de Médecine[source insuffisante] déplore la trop grande influence de cette approche. La polémique autour du film « Le mur ; la psychanalyse à l'épreuve de l'autisme » est abordée lors de la journée parlementaire de l'autisme le 12 janvier 2012.
En mars 2012, des recommandations sur l'autisme sont émises par la Haute Autorité de Santé, en France, à l'attention des professionnels,,, deux ans après un bilan d'état des connaissances. À cette occasion, la HAS note que « l’absence de données sur leur efficacité et la divergence des avis exprimés ne permettent pas de conclure à la pertinence des interventions fondées sur les approches psychanalytiques ou la psychothérapie institutionnelle. » et qu'elle les classe comme étant « non consensuelles ». La HAS recommande de développer les approches éducatives et développementales, intégrées à des interventions pluridisciplinaires et coordonnées.
Des réserves sont émises par la revue Prescrire sur la méthodologie d'élaboration des recommandations de la Haute Autorité de Santé : « L’élaboration de ce guide est basée sur la méthode dite du consensus formalisé. Mais le terme de consensus ne reflète pas la réalité [...] Ce guide privilégie les méthodes cognitivo-comportementales, et écarte les autres approches sans arguments solides. Ce choix exclusif est non ou mal étayé. Il n’aide pas les soignants de premiers recours ni les familles à faire un choix éclairé ». En réponse, une lettre ouverte à la revue Prescrire est écrite par Franck Ramus, dans laquelle il etime que la revue « a dérogé à ses critères habituels » pour cet article. Sa lettre a été publiée dans la revue, avec une réponse.

### Réponses aux oppositions de prise en charge psychanalytique
Le psychanalyste Henri Rey-Flaud remarque qu'à travers la biologie (génétique et neurologie) s'instaure la croyance en des possibilités de pratiques d'adaptation et de correction du comportement des enfants autistes (interventions cognitives et comportementales), « telle est la conception de l’autisme qui s'est aujourd'hui imposée aux associations de parents, aux médias et aux responsables politiques [...]. Du fait de cet élan irrésistible, personne ne s'aperçut que, dans l'attente messianique de la révélation des causes organiques de cette affection, la signification psychique du retrait de ces petits patients, c'est-à-dire la question du sens de leur monde, avait été complètement ignorée, ce qui revenait à redoubler et à sceller l'exclusion de ces infortunés. En regard du déterminisme organo-génétique, qui condamne l'autiste à un destin écrit d’avance, la psychanalyse maintient que le sujet humain est toujours en puissance de répondre à l'adresse primordiale de l'Autre [...] et qu'aucune fatalité n'a barre sur cette liberté [...]. Pour peu qu'on les considère avec attention et intérêt, les conduites et les pratiques quotidiennes de ces enfants laissent entrevoir un univers psychique complexe et insoupçonné que la recherche scientiste, menée en laboratoire, avait occulté, vérifiant par là la sentence de Jim Sinclair, autiste de « haut niveau » : « Approchez respectueusement, sans préjugés et ouverts à [l'idée d']apprendre de nouvelles choses, et vous trouverez un monde que vous n'auriez pu imaginer » ».
Pour la pédopsychiatre et psychothérapeute Anne-Sylvie Pelloux « il existe quasiment autant de profils d’enfants autistes que d’enfants atteints et que leurs capacités évolutives se déclinent également en de multiples variantes qui ne dépendent pas uniquement de leurs modalités de prise en charge. Ces éléments sont rarement pointés lors d’une présentation médiatique de résultats », elle remarque également que « la recommandation ne reflète pas la complexité et la richesse de l’ensemble des avis des experts sollicités [...] ne serait-ce que dans le comité d’organisation, quasiment la moitié du groupe (12/25) a émis leur désaccord total ou partiel vis-à-vis de la recommandation » et pointe au passage « l’absence de définition précise de la psychanalyse » dans le rapport. Elle écrit aussi à propos des thèses psychanalytiques de Bruno Bettelheim sur l'autisme « Il est en effet très regrettable que la psychanalyse ait, par le passé, en particulier dans les traces de cet auteur, imputé la responsabilité de cette pathologie aux mères au point de proposer la séparation de l’enfant avec ses parents comme procédé thérapeutique. Il s’agit d’une erreur de théorisation, induite probablement par le contexte historique et personnel de son auteur. La mise en pratique dans les années soixante de cette théorisation a produit, sans aucun doute, de nombreux dégâts psychologiques et de réels traumatismes dans les familles concernées. Mais cette idée a été abandonnée et les équipes de pédopsychiatrie en France, en fermant les internats et en ouvrant des hôpitaux de jour, ont eu au contraire le souci de préserver l’intégration de l’enfant dans sa famille et de créer une alliance thérapeutique avec les parents. ».

## Traitements médicamenteux

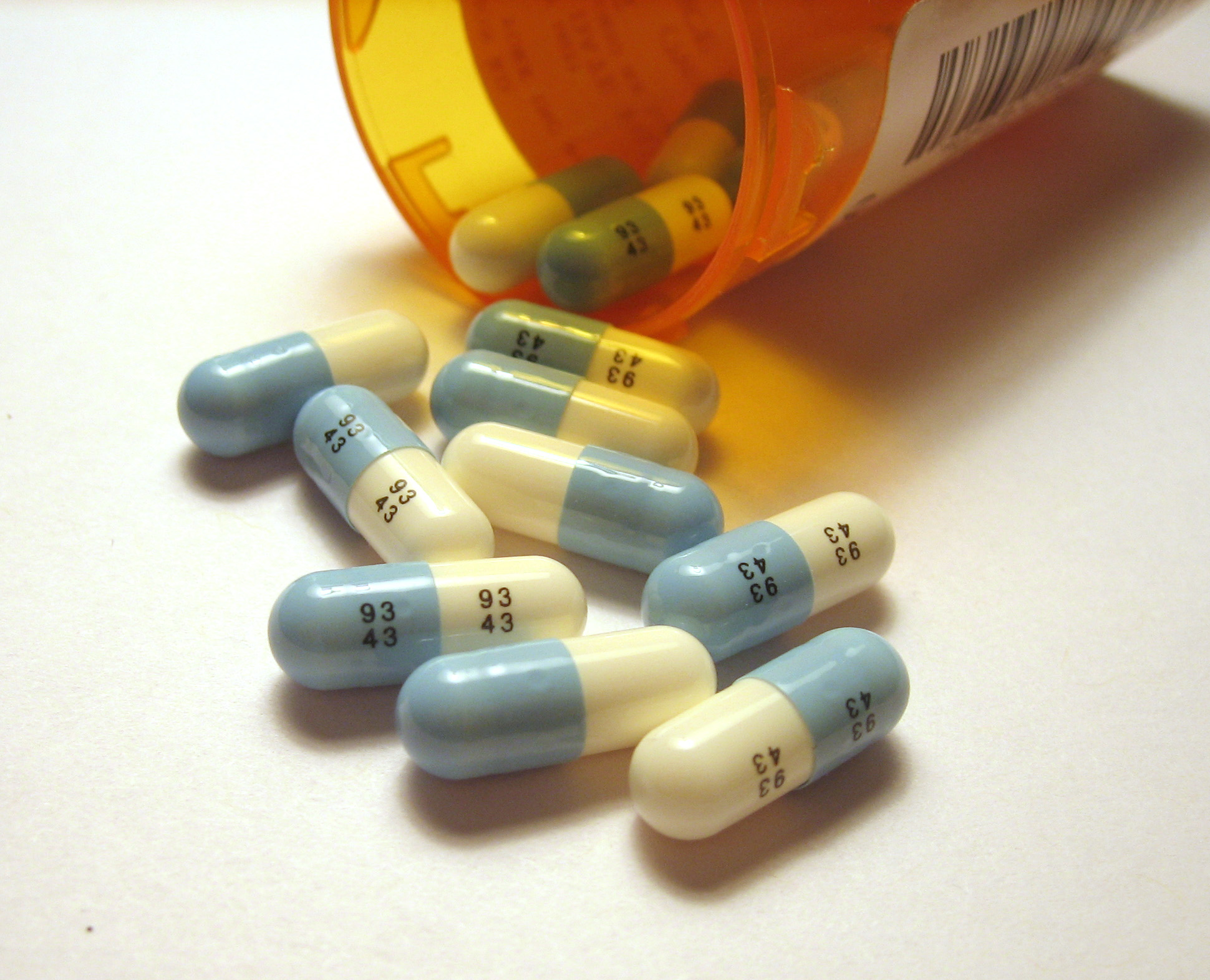
Gélules de fluoxétine, un ISRS souvent prescrit aux personnes avec autisme.

Il n'existe aucun médicament pour « guérir » l'autisme, ou pour permettre aux enfants d'apprendre à parler ou d'acquérir de nouvelles compétences. Pour le psychiatre Claude Bursztejn (2004), « il faut bien reconnaître que nous en sommes réduits à un empirisme prudent, d'autant que même pour les traitements dont l'efficacité paraît sérieusement établie, on ne peut attendre plus qu'une amélioration symptomatique partielle. Les traitements pharmacologiques de l'autisme doivent donc s'intégrer dans une stratégie globale de prise en charge thérapeutique et éducative à long terme ».
L'utilisation de certaines molécules permet de réduire des troubles connexes tels que l'anxiété, la dépression, l'insomnie ou le trouble du déficit de l'attention avec ou sans hyperactivité, qui concerne la moitié des personnes autistes. De même, le risque élevé de crises d'épilepsie,, concernant 20 à 25 % des personnes autistes, peut rendre nécessaire un traitement médicamenteux pour les prévenir. Stephen M. Shore note que divers tests médicaux ont mis en évidence une sensibilité accrue des personnes autistes aux réactions médicamenteuses et aux effets secondaires rares, ce qui en fait une population davantage exposée à la toxicité des médicaments. Pour cette raison, il déconseille très fortement l'automédication. Certains traitements ne sont prescrits qu'en cas de troubles du comportement graves, tels que l'acide valproïque, destiné à stopper les accès de rage.
D'après une étude américaine menée en 2006, plus de la moitié des enfants autistes se voient prescrire des médicaments. Une étude transversale réalisée aux États-Unis en 2001 auprès de 60 641 personnes avec TSA de moins de 21 ans prises en charge par Medicaid a montré que 56 % d'entre eux ont pris au moins un médicament dans l'année, 20 % ayant utilisé trois médicaments ou plus en même temps. Les antipsychotiques sont les plus utilisés (31 %), suivis des antidépresseurs (25 %), des psychostimulants (22 %), des
stabilisateurs de l’humeur (21 %), des anxiolytiques (12 %) et des sédatifs (3 %). En France, les parents d'enfants autistes sont souvent réticents à l'utilisation de médicaments en raison des effets secondaires qu'ils observent, et ont tendance à se tourner vers des « méthodes miracle » ou des options à l'efficacité non démontrée, telles que les modifications de régimes alimentaires.

### Molécules utilisées et évaluées
En mai 2013, une étude menée au Québec sur la médication de 2 986 enfants et adolescents autistes a permis de conclure que « la force de la preuve est insuffisante pour permettre d’évaluer les bénéfices ou les effets indésirables de tout traitement par d’autres médicaments que la rispéridone et l’aripiprazole ». En février 2016, une étude comparative a porté sur l'efficacité de différentes molécules prescrites dans les cas d'autisme pour réduire l'irritabilité et les troubles du comportement. Elle en conclut que la rispéridone et l'aripiprazole ont les effets les plus significatifs, mais qu'ils entraînent aussi des effets secondaires potentiellement plus gênants que d'autres molécules jugées moins efficaces.

#### Inhibiteurs sélectifs de la recapture de la sérotonine
Les Inhibiteurs de la recapture de la sérotonine et de la noradrénaline (ISRS) appartiennent à la famille des antidépresseurs. Ils sont souvent prescrits aux personnes avec autisme pour réduire l'anxiété. Une revue de la littérature scientifique réalisée en 2006 révèle que les études avec placebo n'ont impliqué que la fluvoxamine et la fluoxétine. Les études rétrospectives de ces ISRS prescrits aux personnes autistes suggèrent l'efficacité, malgré des questions en suspens sur la tolérance et le dosage appropriés chez les enfants. La prescription de venlafaxine à faible dose fait l'objet de quelques études sur faible échantillon qui suggèrent l'efficacité,, une étude avec placebo en 2004 suggérant une efficacité très modeste, ou nulle.
Stephen M. Shore insiste sur les témoignages de sensibilité de personnes avec autisme aux dosages de ces médicaments atypiques, précisant qu'il est conseillé de commencer par un tiers ou la moitié de la dose nécessaire à une personne dépressive. Une autre difficulté posée par ces molécules est l'existence de symptômes de sevrage, et dans certains cas, d'une diminution de la fonction intellectuelle et sexuelle.

#### Antipsychotiques atypiques
Ces médicaments, plus généralement prescrits aux personnes avec schizophrénie, sont utilisés en cas d'anxiété et de crises de colère ou de rage,. La rispéridone (Risperdal) a fait l'objet de plusieurs études (au moins 13) qui ont démontré son efficacité dans la réduction des accès de colère et des comportements agressifs. Les données concernant l'olanzapine, la clozapine, l'amisulpride et la quétiapine sont plus limitées. Le Risperdal est prescrit aux enfants ou adultes avec troubles sévères du comportement (tels que des automutilations). L'aripiprazole a également fait l'objet d'études en double aveugle avec placebo, concluant à une efficacité pour réduire l'irritabilité,. Pris sur le long terme, ce médicament entraîne cependant des prises de poids.
De tous les médicaments pouvant être prescrits aux personnes autistes, les antipsychotiques atypiques sont ceux qui présentent le plus d'effets secondaires.

#### Tricycliques
Utilisés depuis longtemps pour le traitement des dépressions, les tricycliques sont prescrits aux personnes autistes concernées par ce trouble, qui peut être comorbide ou développé à cause de relations difficiles avec les autres. Temple Grandin en utilise depuis plus d'une trentaine d'années. Une étude comparative avec placebo a démontré que la molécule clomipramine est plus efficace que la désipramine pour réduire les stéréotypies, l'angoisse, et les comportements ritualisés. La désipramine n'était en revanche pas plus efficace que le placebo. La clomipramine est la molécule qui a fait l'objet du plus grand nombre d'évaluations, d'après une revue de la littérature scientifique publiée en 2012. Les données sont contradictoires, et font état de nombreux effets secondaires.

#### Mélatonine
La sécrétion de mélatonine pouvant être anormale chez les personnes avec autisme, il a été proposé d'utiliser cette molécule pour réduire les troubles du sommeil chez les enfants et adolescents, en particulier en cas d'inversion du rythme nycthéméral. L'effet de la molécule sur la durée de sommeil est jugé efficace, avec une augmentation moyenne de 52 minutes chez les enfants et adolescents. Bien qu'elle ne semble pas efficace pour toutes les personnes avec autisme, la mélatonine est dans l'ensemble bien tolérée. La revue de la littérature publiée en septembre 2011 va dans le sens d'une amélioration globale de la qualité du sommeil, d'un comportement facilité pendant la journée, et d'effet secondaires limités. Cependant, des études complémentaires restent nécessaires.

#### Naltrexone
L'utilisation des antagonistes des opiacés vise à réduire les comportements d'automutilation, d'où le fait qu'ils soient testés et prescrits dans le cadre de troubles du comportement sévères. Leur efficacité pour réduire les automutilations a été démontrée par plusieurs études contre placebo,,,, allant dans le sens d'une réduction de l'hyperactivité, bien qu'il existe aussi des conclusions contradictoires. Ils n'ont aucun effet connu sur la communication.

#### Méthylphénidate

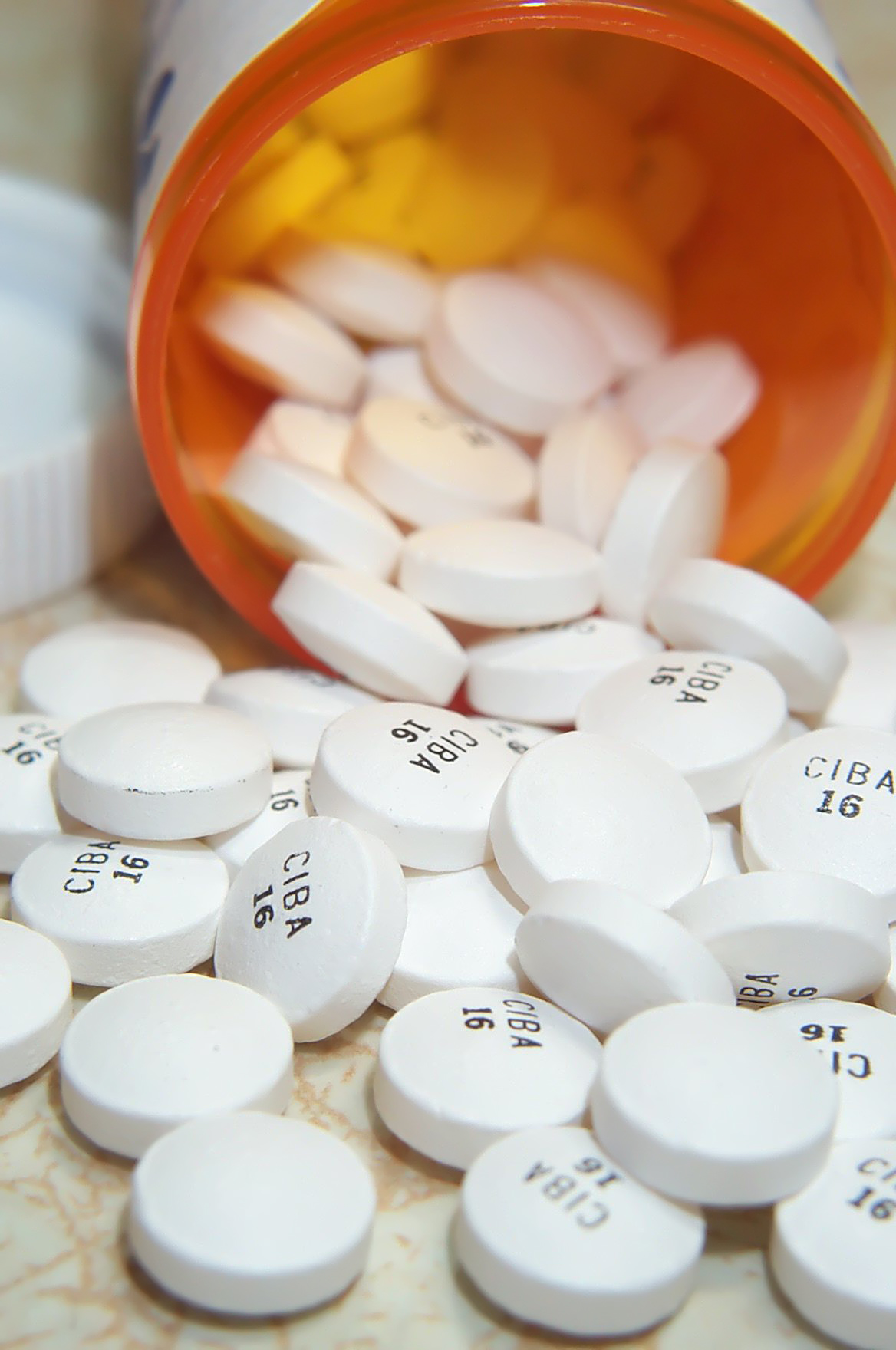
Comprimés de Ritalin dosés à 20 mg.

Le méthylphénidate n'est indiqué que dans les cas où au diagnostic de TSA, s'ajoute un diagnostic de trouble du déficit de l'attention avec ou sans hyperactivité. La littérature scientifique concernant l'application de ce psychostimulant aux personnes avec autisme est abondante. Deux études en double aveugle contre placebo montrent une amélioration des symptômes d'hyperactivité chez les personnes TSA, sans amélioration globale de leurs symptômes autistiques.

### Molécules et composés chimiques en cours d'évaluation

#### Bumétanide
Un traitement par bumétanide est en cours d'évaluation. Une équipe française du CHU de Brest, associée à l'INSERM à Marseille, a découvert que chez les personnes non autistes, les taux de chlore intracellulaire sont élevés in utero, et baissent fortement pendant la naissance sous l’action de l’ocytocine, influençant le cerveau du nouveau-né. Des essais cliniques ont montré que l'administration du diurétique bumétanide peu avant la naissance peut améliorer le syndrome autistique.

#### Ocytocine
Chez l'être humain, l'inhalation d'ocytocine permettrait de majorer un état de confiance vis-à-vis d'autrui. Ce composé ayant un rôle important dans l'attachement aux autres, l'administration intranasale d'ocytocine a été étudiée comme modificateur du comportement social des personnes autistes, y compris de haut niveau de fonctionnement ou Asperger (SA). L'étude préliminaire publiée en février 2016, indiquant que l’administration d’ocytocine pourrait diminuer certains symptômes, n'a pas été confirmée par la suite.

#### Vancomycine
Dans l'hypothèse d'une source micro-biotique de l'autisme, certains auteurs ont proposé l'utilisation de vancomycine, particulièrement en cas d'autisme régressif. Le but serait de cibler certaines souches de clostridium. Cette utilisation n'est pas recommandée par la haute autorité de santé, en raison de l'absence d'études fiables lors de l'établissement du rapport en 2011.

### Molécules qui ne sont plus recommandées dans les cas d'autisme
La sécrétine a fait l'objet d'une « mode » passagère après quatre cas très médiatisés en 1998. De nombreuses familles d'enfants autistes des États-Unis en ont réclamé. Les études réalisées sur échantillon plus important, en double aveugle et avec placebo, ne démontrent aucun effet notable,,. La mode du traitement par sécrétine est depuis retombée, mais il arrive que ces injections restent conseillées par certaines personnes, malgré l’absence d'efficacité démontrée. La fenfluramine, qui elle aussi a suscité un intérêt temporaire, a disparu du marché en raison de ses effets secondaires graves.

### Problèmes éthiques posés par l'utilisation de médicaments
Le collectif Egalited souligne que des médicaments comme le Risperdal peuvent être prescrits « par facilité pour supprimer des troubles de comportement sans chercher la raison de ces troubles », citant l'exemple d'enfants autistes non verbaux qui criaient à cause d'appendicites ou de rages de dents, qui se sont fait administrer des doses massives de médicaments, et qui ont souffert de graves infections buccales voire sont morts de péritonites, faute d'une recherche de la raison réelle de leur comportement. René Tuffreau, psychiatre à Nantes, souligne que les personnes autistes françaises de plus de 16 ans se voient fréquemment administrer des surdoses de médicaments psychotropes, entre autres en raison de la fausse croyance selon laquelle elles souffrent d'une psychose.

## Contact avec les animaux
Les animaux peuvent aider les personnes autistes à développer leurs aptitudes sociales. Considéré comme un « compagnon qui comprend l’enfant, le rassure et ne le juge pas », l'animal sert de médiateur lors des zoothérapies, qui se fondent sur une communication plus facile entre la personne autiste et l'animal qu'avec un être humain, car elle s'établit sur un mode non verbal. La recherche à ce sujet reste parcellaire. L'intervention la plus simple à mettre en place consiste à faire venir des animaux dans un environnement thérapeutique, en présence du thérapeute. L’incorporation d'animaux vise à améliorer l’intégration sensorielle. Une étude avec des lamas, des lapins et des chiens montre qu'en présence d'animaux, les personnes autistes font beaucoup plus appel au langage et sont motivées pour communiquer. Une étude avec des cochons d'Inde a montré une amélioration des relations sociales. Dans leur étude, François Beiger et Aurélie Jean en concluent que « quel que soit l’animal utilisé […] les résultats amènent une amélioration au niveau de l’attention et de l’attention conjointe, des interactions sociales, du regard, du langage réceptif et expressif, de l’intégration sensorielle ou encore de la motivation ». Des fermes thérapeutiques se développent, dans lesquelles sont regroupés de nombreux animaux (vaches, poules, cochons, ânes…) qui demandent des soins et une attention diversifiés.
La zoothérapie appliquée à l'autisme a fait l'objet d'une revue de la littérature scientifique en 2012. Les études présentent souvent des faiblesses méthodologiques dues à des contraintes logistiques (faible échantillon), mais les résultats sont unanimement positifs. La revue en conclut qu'« il y a preuve de concept préliminaire des thérapies assistées par les animaux pour les TSA », et estime nécessaire de poursuivre une recherche plus rigoureuse.

### Équithérapie

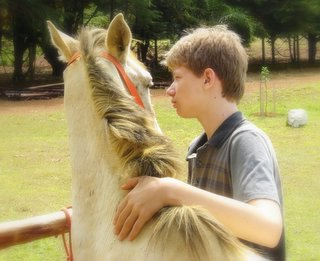
Séance d'équithérapie, contact entre un adolescent et un cheval.

L'équithérapie, également appelée hippothérapie et « médiation équine », constitue la zoothérapie la plus populaire en autisme. À bien différencier d'un loisir adapté, elle nécessite une structure et un encadrement spécialisés (prescription médicale, et personnel paramédical habilité à travailler avec des personnes en situation de handicap). Le CHRU de Tours la recommande dans le cadre d'une intégration à un programme global de prise en charge personnalisé. La stimulation kinesthésique offerte par le cheval, lorsqu'il est monté, est une particularité unique au sein des zoothérapies accessibles aux personnes autistes.
Plusieurs publications scientifiques sur petits échantillons ont conclu à son efficacité pour améliorer l'autonomisation, la prise de responsabilité, la régulation de l'activité, l'ajustement tonico-postural, la construction de l'espace, la structuration corporelle,, et la volition. Une étude comparative sur 13 enfants pris en charge par une thérapie équine et 12 enfants pris en charge par des programmes sociaux non équins conclut à une amélioration physique, émotionnelle et sociale supérieure chez les enfants en contact avec des chevaux. En 2016, il y a consensus scientifique pour voir dans l'équithérapie la zoothérapie la plus utile aux personnes autistes. Cependant, elle est aussi l'une des plus onéreuses.

### Thérapie et assistance canine

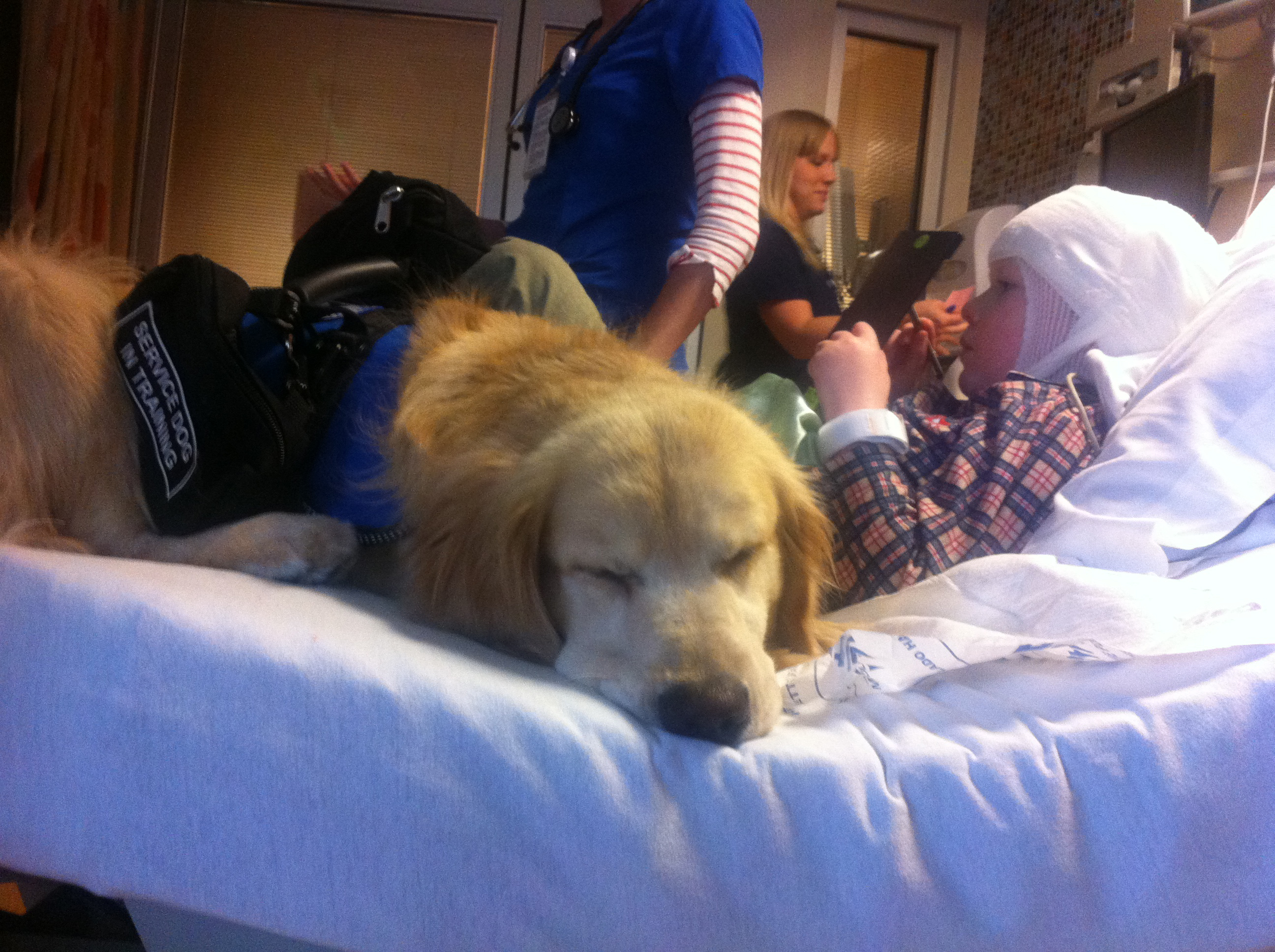
Chien d'assistance avec un enfant autiste, dans un hôpital.

Il convient de distinguer le chien thérapeutique (lorsque la personne autiste est mise en présence d'un chien appartenant au thérapeute) et le chien d'assistance (qui vit dans le foyer de la personne autiste). Le chien permet une « thérapie complémentaire de médiation ». Rachel Lehotkay, psychologue spécialisée en médiation canine, explique que dans le cadre de l'autisme, le chien vise à « aider [le patient] à se tourner vers l'extérieur, apprivoiser le contact physique et développer des aptitudes sociales », pour diminuer le retrait et les comportements d'automutilation ou les mouvements stéréotypés, tout en augmentant les comportements sociaux appropriés.
Une jeune femme de 24 ans avec syndrome d'Asperger a posté une vidéo devenue virale dans laquelle son chien d'assistance, un rottweiler, l'empêche de s'automutiler et la calme.
En 2002, une étude a comparé l'efficacité de la médiation par le chien avec l'utilisation d'objets (une peluche et un ballon), allant dans le sens d'un effet bénéfique de l'animal.

### Delphinothérapie

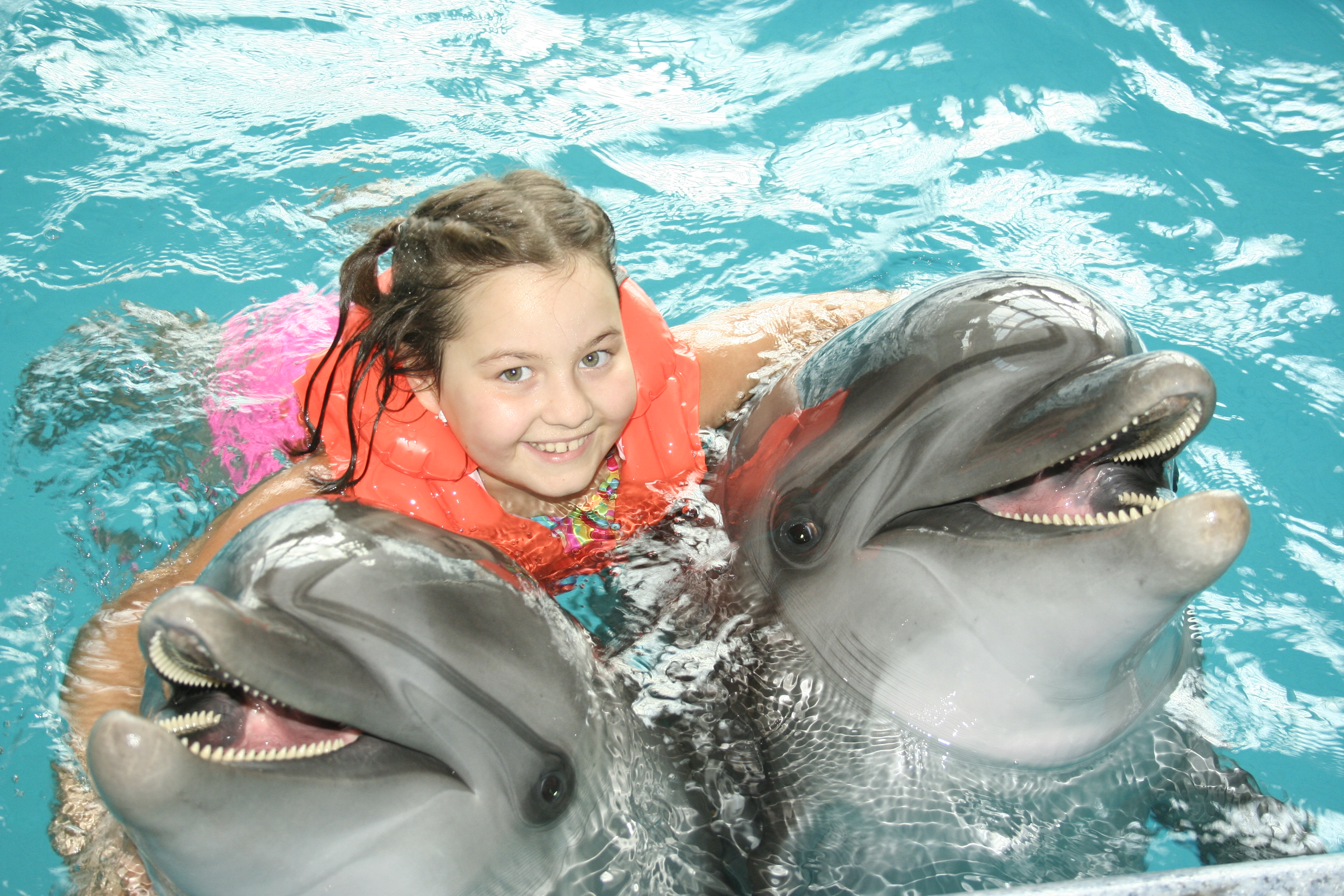
Jeune fille nageant avec des dauphins

Le contact avec des dauphins (delphinothérapie) est devenu populaire. Deux revues de la littérature scientifique, en 2007 et 2012, s'opposent fortement aux conclusions des études précédentes sur l'efficacité de cette zoothérapie. Elles pointent de nombreuses failles méthodologiques, qui rendent impossible de conclure à une efficacité du contact avec les dauphins pour les personnes autistes,.

### Thérapie en milieu agricole
Il n'existe en France que très peu de structures sociales ou médicosociales accueillant et hébergeant prioritairement et à titre permanent des personnes autistes et s'appuyant sur une activité professionnelle, pédagogique et thérapeutique, associée avec des animaux, dans le cadre d'une ferme agricole.

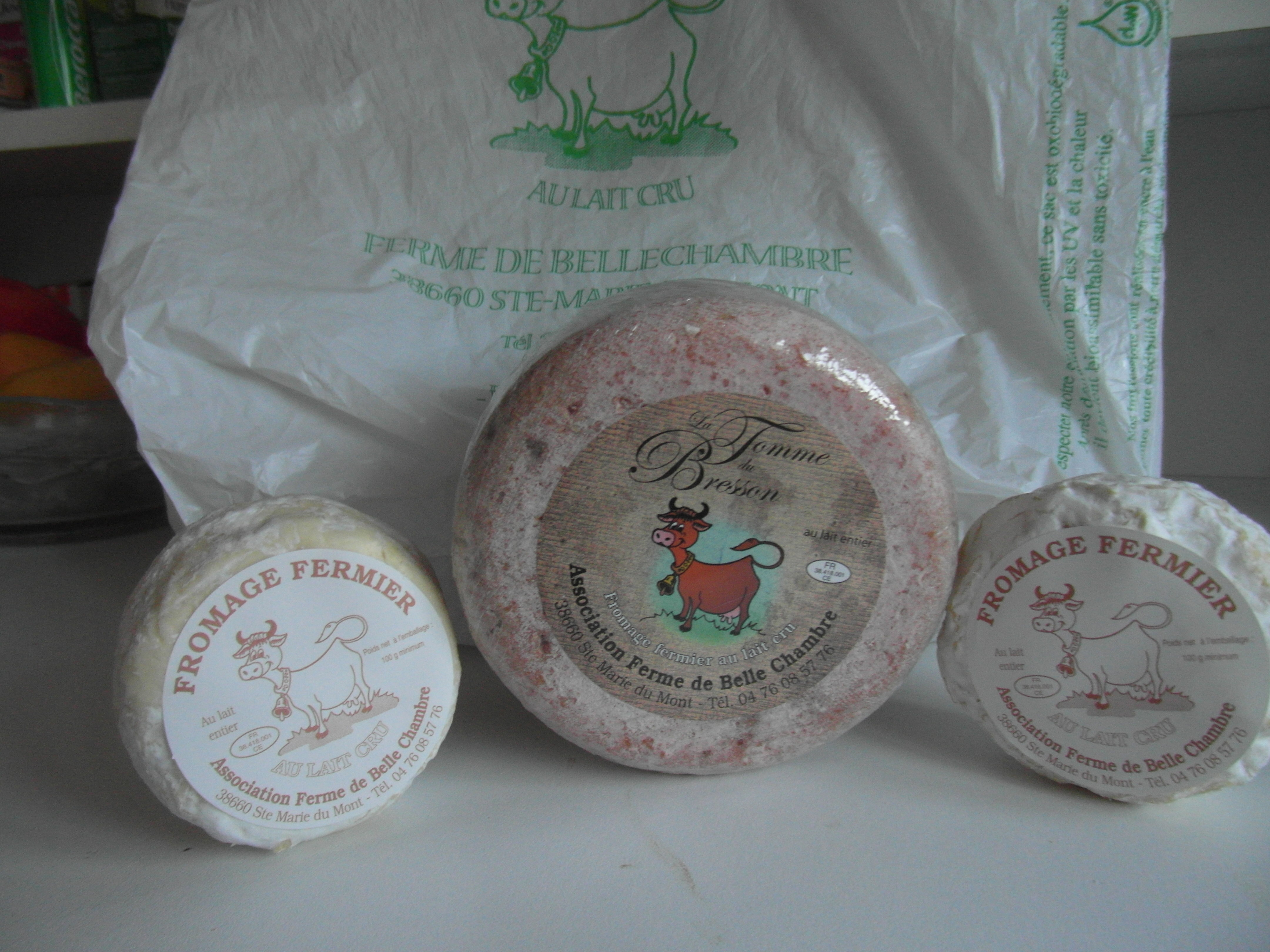
Fromages produits par des travailleurs agricoles autistes

Dans le département de l'Essonne, il existe, depuis 2013, un foyer d'accueil médicalisé fonctionnant sous la forme d'une ferme agricole et artisanale dont un des objectifs déclarés est de « faire progresser la recherche scientifique, médicale et pédagogique ».
La plus ancienne exploitation de cette nature a été créée, sous la forme d'un foyer de vie en 1986, par des parents et des professionnels dans le département de l'Isère qui en assure le financement et propose des travaux de nature agricole aux personnes autistes hébergées : l'élevage de bovins, ainsi que la traite du bétail, l'élevage de petits animaux (poules, canards, lapins, cochons) permettant ainsi de proposer à la vente aux particuliers les produits de l'exploitation (fromage, lait, œufs) sur place et au marché des communes du secteur. Ce projet associatif à vocation thérapeutique a adhéré au « projet So Far » (social farming) en 2006, initiative qui propose de soutenir une agriculture à vocation sociale et thérapeutique en Europe.
L'établissement est également répertorié par le réseau « ASTRA », service qui met en valeur l’agriculture sociale et thérapeutique et sa pratique en Rhône-Alpes.

## Autres approches

### Pratiques pour aider à gérer le stress
Le sujet des pratiques potentiellement utiles aux personnes autistes pour les aider à gérer leur stress n'a fait l'objet que de peu d'études. La méditation, du fait de son principe et des particularités expérimentées par les personnes autistes, pourrait être efficace pour améliorer l'autocontrôle et permettre un développement personnel, en complément d'autres approches. Le yoga a fait l'objet de quelques publications et d'une étude de cas sur un enfant avec syndrome d'Asperger, allant elles aussi dans le sens d'un bénéfice apporté par cette pratique aux enfants et aux adultes,,.

## Approches controversées
Avec l'augmentation des diagnostics d'autisme, les professionnels de santé ont remarqué un recours accru à des « techniques de soin » faisant appel à des théories controversées, à des techniques dangereuses, voire au paranormal. Le recours à ces techniques s'explique par la grande détresse de certains parents confrontés à des handicaps lourds, et par une méconnaissance fréquente de ce qu'est l'autisme, dans un contexte de « bombardement d'informations » douteuses en provenance d'internet,. Parmi ces approches controversées et non-recommandées figurent : la chélation des métaux lourds, les modifications et compléments du régime alimentaire (régime sans caséine et sans gluten), l'immunothérapie, la vitaminothérapie, (adjonction visant à combler des carences alimentaires, et non remède pour l'autisme), la thérapie de l'attachement, et le packing,.

### Communication facilitée ou psychophanie
La communication facilitée, ou psychophanie, a été propagée depuis l'Australie et les États-Unis dans les années 1990, entre autres pour permettre à des personnes autistes non-verbales de s'exprimer grâce à l'aide d'un « facilitant », qui tient leur main (ou la dirige) pour leur permettre de taper des lettres sur un clavier. Elle s'appuie sur une théorie selon laquelle les autistes n'ont pas de troubles de la communication, mais seraient simplement de l'impossibilité à réaliser certains gestes (apraxie).
Après un court engouement pour cette méthode, dû à la possibilité supposée qui est donnée à des personnes non verbales de démontrer leurs capacités d'expression écrite, la communication facilitée a été définie comme une pseudo-science, les études en double aveugle ayant conclu que les textes écrits sont l'expression du « facilitant », et non celle de la personne autiste,,. La revue de référence Journal of Autism and Developmental Disorders en conclut que « cette étude n'a pas pu répliquer les revendications de la communication facilitée avec des adultes autistes, et soulève des questions sur l'éthique de son utilisation très répandue auprès de cette population. Si, en fait, le facilitateur et non l'individu avec l'autisme est responsable des communications, les besoins et les choix de l'individu avec l'autisme pourraient être masqués par ceux du facilitant ». De plus, il existe un risque fort de tromper les parents de personnes autistes sur une possibilité de communication avec leur enfant, en jouant sur leurs attentes affectives.
La communication facilitée n’est pas une thérapie de l’autisme, mais selon beaucoup d’autistes muets elle constitue une aide précieuse pour entrer en communication avec eux. En outre, note la mère d’A. Deshays, « le risque zéro d’influence et d’interprétation n’existe pas quelle que soit la forme de communication (même et surtout verbale) », de sorte qu’on ne saurait l’exiger pour communiquer avec un autiste. Selon Prizant, spécialiste de l’autisme et de la communication, il est faux de prétendre que la seule solution avec un autiste muet serait de lui apprendre à parler. Selon son expérience, « la communication améliorée et alternative peut être un excellent moyen de communication, dans certains cas elle peut même contribuer au développement du langage ».
Les autistes muets s’organisent à présent pour défendre leurs intérêts. L’Association for spelling as communication, ainsi que Communication FIRST prônent toute forme de communication augmentée ou alternative pour les sujets muets neurodivergents.

### Entraînements à l'intégration auditive et sensorielle
Plusieurs méthodes d'entraînement à l'intégration auditive, dont la méthode Tomatis, proposent d'améliorer les relations entre l'oreille et la voix, et par extension entre l'écoute et la communication. Des audiogrammes doivent identifier les hypersensibilités auditives des personnes autistes, puis leur permettre une meilleure intégration du stimuli auditif. Plusieurs études, dont une revue de la littérature scientifique publiée en 2006, concluent que les entraînements à l'intégration auditive n'entraînent aucune amélioration des troubles du spectre autistique,,.
Sur le même modèle, des entraînements à l'intégration sensorielle ont été proposés, dans le but d'aider la personne à mieux mettre en relation une sensation et la façon dont le cerveau doit l'interpréter, mais l'efficacité de ces entraînements n'est là encore soutenue par aucune donnée.

### Packing
Le packing est une technique d'inspiration psychanalytique consistant à envelopper transitoirement la personne autiste dans des linges humides et froids. Le Pr Pierre Delion estime que « la technique du packing peut se révéler extrêmement utile pour les soins des enfants autistes et psychotiques ». Selon Brigitte Chamak, « les parents qui y font appel constatent une diminution des automutilations ». Plusieurs publications scientifiques demandent, en 2008 et 2010, que des études en double aveugle avec comparaison soient menées pour clarifier l'efficacité et le mécanisme sous-jacent mis en œuvre dans le packing,.
Selon David Amaral, cette technique est utilisée presque exclusivement en France, les autres pays l'ayant abandonnée : il souligne l'existence d'un « consensus scientifique » international contre son utilisation. Le packing est « non recommandé » par la HAS en 2012 : « En l’absence de données relatives à son efficacité ou à sa sécurité, du fait des questions éthiques soulevées par cette pratique et de l’indécision des experts en raison d’une extrême divergence de leurs avis, il n’est pas possible de conclure à la pertinence d’éventuelles indications des enveloppements corporels humides (dits packing), même restreintes à un recours ultime et exceptionnel ». Le Comité des Droits de l'Enfant de l'ONU a demandé l'interdiction du packing, ce qui est mis en application en France en 2016 via une circulaire.

## Opposition à des interventions en autisme

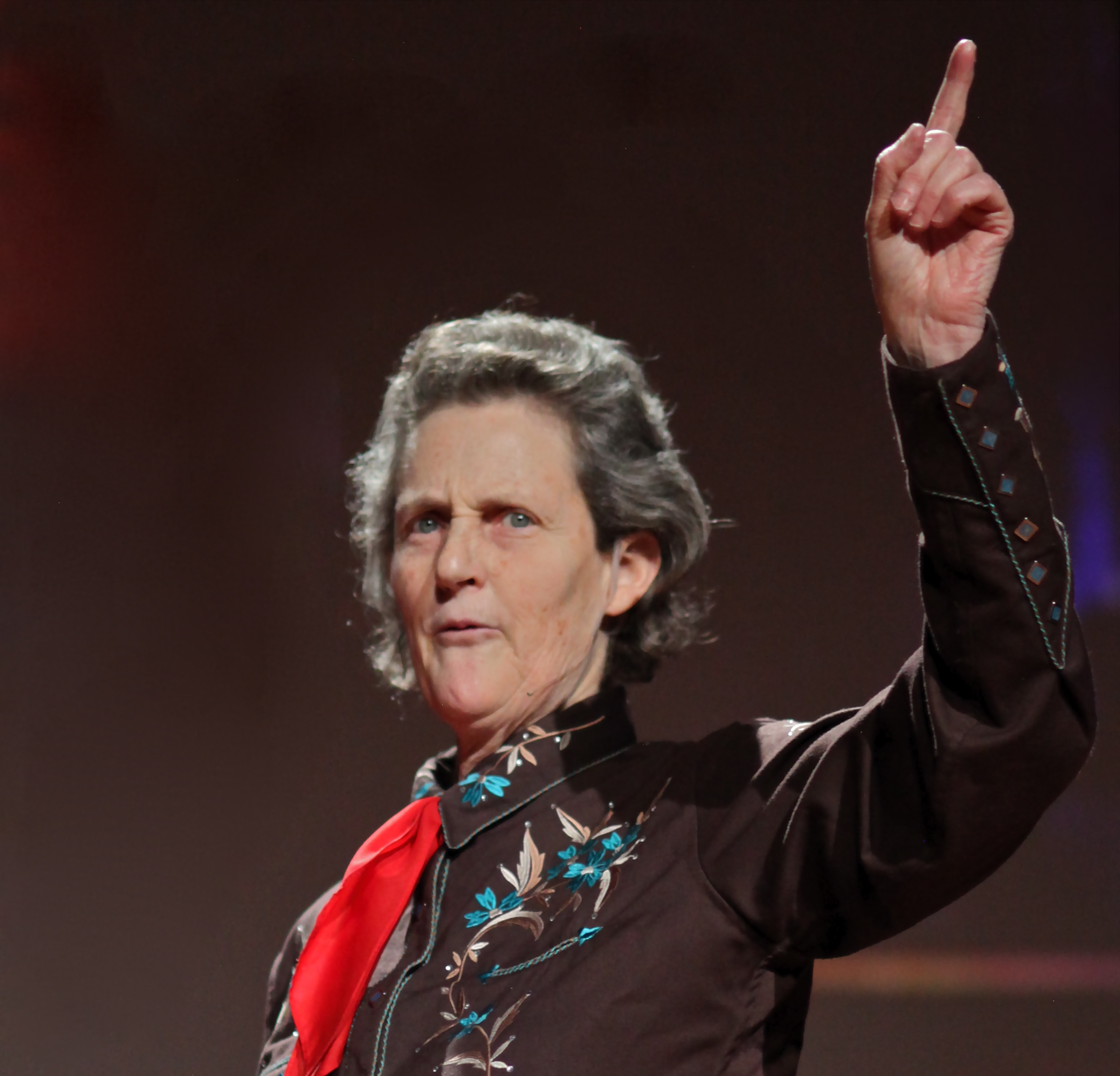
Temple Grandin lors d'une conférence TED, en 2010.

Les personnes autistes qui militent pour la neurodiversité et les droits rejettent l'idée selon laquelle la « guérison de l'autisme » serait un objectif souhaitable, en soulignant que l'autisme n'est pas vécu comme une maladie ou une tragédie, mais comme une part positive de leur identité. Ce mouvement se constitue en opposition au modèle médical de l'autisme. D'après la sociologue française Lise Demailly, en France, ce mouvement critique à la fois la psychanalyse et les thérapies cognitivo-comportementales. Le chercheur français Alain Giami dresse un parallèle entre la situation de ces militants et celle des personnes transgenre, en termes notamment de démédicalisation et de dépathologisation. Cette vision de l'autisme comme une neuro-variation positive existe aussi parmi des mères d'enfants autistes.
Cette vision s'est constituée à la suite de la parution du manifeste de Jim Sinclair, Don't mourne for us (en français : Ne nous pleurez pas), en 1993 :

« Quand les parents disent : « Je voudrais que mon enfant n'ait pas d'autisme », ce qu'ils disent vraiment c'est « je voudrais que l'enfant autiste que j'ai n'existe pas ». Je voudrais avoir à la place un enfant différent (non autiste). C'est ce que nous entendons quand vous vous lamentez sur notre existence et que vous priez pour notre guérison »

— Jim Sinclair, Ne nous pleurez pas.
L'expertise des adultes autistes en matière d'autisme est souvent déniée, mais semble généralement basée sur les connaissances scientifiques, tout en proposant une description neutre du vécu de l'autisme, en opposition à la vision déficitaire fournie dans les descriptions médicales.
L'Américaine Temple Grandin soutient les interventions précoces et la pratique de l'équitation en tant que thérape, témoignant que le galop du cheval lui procure un apaisement. Au Canada, Michelle Dawson s'est opposée à la généralisation des thérapies cognitivo-comportementales, en soulignant le lien entre intervention et abus.
En France, où l'expression des personnes elles-mêmes autistes représente un phénomène récent, l'écrivain et militant Hugo Horiot s'oppose fortement à l'influence de la psychanalyse, et décrit ses cours de théâtre comme sa seule véritable thérapie. Josef Schovanec, qui a subi une neuroleptisation abusive l'ayant conduit à « un état d’apathie végétative », s'oppose avec humour à l'idée de devenir « normal », estimant ne pas souffrir de l'autisme, mais de l'exclusion que les autres lui font subir ; il rejette à la fois la psychanalyse et les thérapies cognitivo-comportementale.
La Suédoise Gunilla Gerland milite activement contre la psychanalyse, notamment à travers son manifeste de 1998, dans lequel elle écrit (d'après la traduction de Brigitte Chamak) que « nombre d'entre nous qui sont autistes de haut niveau ont été analysés en vertu du modèle psychodynamique/psychanalytique, souvent par des thérapeutes bien intentionnés, mais la plupart d'entre nous n'en a retiré aucune aide, beaucoup se sont sentis dégradés, et certains en ont été blessés »,.